# يوهان راتينهوبر
يوهان راتينهوبر (بالألمانية: Hans «Johann» Rattenhuber)‏ (30 أبريل 1897 – 30 يونيو 1957)، المعروف أيضًا باسم هانز راتينهوبر، من الشرطة الألمانية وقوات الأمن الخاصة ( جروبنفهر، أي Generalleutnant). كان راتينهوبر هو رئيس الحارس الشخصي للديكتاتور الألماني أدولف هتلر ( جهاز أمن الرايخ) (رايش سيكيوريتي سيرفيس)؛ RSD)، من 1933 إلى 1945. في يناير 1942، شاركت وحدات راتينهوبر في جهاز أمن الرايخإطلاق نار جماعي على 227 يهوديًا في Strizhavka. بعد الحرب، أطلق سراحه من السجن السوفيتي في 10 أكتوبر 1955 وسمح له بالذهاب إلى ألمانيا الغربية. توفي في ميونيخ عام 1957.

## سيرة شخصية
وُلد راتينهوبر في ميونيخ، حيث عمل كضابط شرطة. خلال الحرب العالمية الأولى، خدم في فوج المشاة البافاري السادس عشر والثالث عشر. انضم لاحقا إلى فرايكوربس. في 15 مارس 1933 تم تعيينه رئيسًا لواحدة من وحدات الحراسة الشخصية لهتلر التي كانت تعرف آنذاك باسم Führerschutzkommando (أمر حماية Führer ؛ FSK).  كان نائبه بيتر هول. كان أعضاؤه الأصليون ضباط شرطة جنائيين في بافاريا. وجهت إليهم تهمة حماية الفوهرر فقط أثناء تواجده داخل حدود بافاريا التي كانت تحت سلطتها. في ربيع عام 1934، حل محل Führerschutzkommando وبيجليتكوماندو دس فوهررس لحماية هتلر الشاملة في جميع أنحاء ألمانيا.

### برلين، 1945
في يناير 1945، رافق راتينهوبر هتلر والوفد المرافق له في مجمع القبو تحت حديقة مستشارية الرايخ في القطاع الحكومي المركزي في برلين.